# Мохи (Польща)
Мохи (пол. Mochy) — село в Польщі, у гміні Пшемент Вольштинського повіту Великопольського воєводства.
Населення — 1704 особи (2011).
У 1975-1998 роках село належало до Лешненського воєводства.

## Демографія
Демографічна структура станом на 31 березня 2011 року:
|          | Загалом | Допрацездатний вік | Працездатний вік | Постпрацездатний вік |
| -------- | ------- | ------------------ | ---------------- | -------------------- |
| Чоловіки | 875     | 217                | 587              | 71                   |
| Жінки    | 829     | 185                | 484              | 160                  |
| Разом    | 1704    | 402                | 1071             | 231                  |